# دامیر چاکار
دامیر چاکار (صربی: Damir Čakar؛ زادهٔ ۲۸ ژوئن ۱۹۷۳) بازیکن فوتبال اهل مونته‌نگرو بود.
از باشگاه‌هایی که در آن بازی کرده‌است می‌توان به باشگاه فوتبال سوتیسکا نیکشیچ و باشگاه فوتبال پارتیزان اشاره کرد.
وی همچنین در تیم ملی فوتبال صربستان و مونته‌نگرو بازی کرده‌است.